# 整除规则
整除是数学中两自然数间一种关系。自然数甲可被自然数乙整除，是指乙是甲的因數，且甲是乙的整数倍数，也就是甲除以乙没有餘数。下面列出了十进制中判断整数除以另一整数的商为整数，且余数为零的一些规则。

## 基本判别
- 0：所有非0的整數之倍數。
- ±1：所有整數之因數。

## 可于最后几位判别
2和5都是10的因数，在十进制判別是否有{\displaystyle 2^{k}}或{\displaystyle 5^{k}}的因數只須取其最後k位，除以{\displaystyle 2^{k}}或{\displaystyle 5^{k}}，可除盡即是：
- ±2：所有偶數（0、2、4、6、8結尾）皆有此因數。如2、−6、989896、11111112、−454
- ±4：最後兩位數可以被4除盡，即是。如9898989898540→40/4＝10
- ±8：若最後三位數可以被8除盡，即是。如8000、1256000、95872
- ±5：查看最後一位數。如果可以被5除盡（為0或5），即是。如5454545、45454500、50
- ±10：看最後一位數為0（即末两位为10的整倍数）即是。如530、73500、50
- ±{\displaystyle 2^{n}}：最後n位數可以被{\displaystyle 2^{n}}除盡。
- ±{\displaystyle 5^{n}}：最後n位數可以被{\displaystyle 5^{n}}除盡。
- ±{\displaystyle 10^{n}}：最後n位數字都全部是0。

上面的性质亦可推广到求余数：

{\displaystyle \sum _{r=0}^{n}10^{r}a_{r}\equiv \sum _{r=0}^{k-1}10^{r}a_{r}{\pmod {2^{k}}}}

{\displaystyle \sum _{r=0}^{n}10^{r}a_{r}\equiv \sum _{r=0}^{k-1}10^{r}a_{r}{\pmod {5^{k}}}}

{\displaystyle \sum _{r=0}^{n}10^{r}a_{r}\equiv \sum _{r=0}^{k-1}10^{r}a_{r}{\pmod {10^{k}}}}

甚至非十进制下也是一样。例如十二进制：2、3、4、6都是12的因数，故某数的末k位除以{\displaystyle 2^{k}}、{\displaystyle 3^{k}}、{\displaystyle 4^{k}}、{\displaystyle 6^{k}}，所得余数与原数同余。

## 可由各数位判别
{\displaystyle \sum _{r=0}^{n}10^{r}a_{r}\equiv \sum _{r=0}^{n}a_{r}{\pmod {3}}}
{\displaystyle \sum _{r=0}^{n}10^{r}a_{r}\equiv \sum _{r=0}^{n}a_{r}{\pmod {9}}}
- ±3：所有位數加起來為3的倍數，即是。如69255：（6＋9＋2＋5＋5）/3＝27/3＝9
- ±9：所有位數加起來為9的倍數，即是。如69255：（6＋9＋2＋5＋5）/9＝27/9＝3

注意到我们现在是在十进制运算，而9＝10－1。对于任意{\displaystyle p}进制的非负整数除法，当除数是{\displaystyle p-1}时被除数中所有数字相加的和仍与该被除数同余。
证明：
1. 如被除数为零，命题是平凡。
2. 在任何{\displaystyle p}进制，首先考虑仅有最高位数字非零、其余位均是零的正数，该数可写成{\displaystyle dp^{i}}，其中{\displaystyle d}是最高位（第{\displaystyle i}位）数字、{\displaystyle 1\leq d\leq p-1}，而{\displaystyle p^{i}}表示后面有{\displaystyle i}个零。（{\displaystyle p}进制逢{\displaystyle p}进一，{\displaystyle p}的{\displaystyle i}次方自然是1后面{\displaystyle i}个零。）
3. 那么{\textstyle dp^{i}=dp^{i-1}p}，除以{\textstyle p-1}得{\textstyle {\frac {dp^{i-1}p}{p-1}}={\frac {dp^{i-1}(p-1)+dp^{i-1}}{p-1}}}，前项显然整除，故{\textstyle dp^{i}=dp^{i-1}(p-1)+dp^{i-1}\equiv dp^{i-1}{\pmod {p-1}}}，推论得{\textstyle dp^{i}\equiv dp^{0}=d{\pmod {p-1}}}。
4. 而任何{\displaystyle p}进制正整数均可写成{\displaystyle \sum _{i=0}^{n}d_{i}p^{i}}的形式，根据上面的结果，这个和（即是该数本身）显然与所有数字之和{\displaystyle \sum _{i=0}^{n}d_{i}}同余。证毕。

{\displaystyle \sum _{r=0}^{n}10^{r}a_{r}\equiv \sum _{r=0}^{n}(-1)^{r}a_{r}{\pmod {11}}}
- ±11：將其奇數位之和及偶數位之和相減，如果是0、11等11的倍數，即是。如19866→1＋8＋6－（9＋6）＝0

- ±7，±11，±13：设正整数{\displaystyle a=\sum _{r=0}^{n}1000^{r}a_{r}}，{\displaystyle 1001=7\times 11\times 13}，所以

{\displaystyle a\equiv \sum _{r=0}^{n}(-1)^{r}a_{r}{\pmod {7}},a\equiv \sum _{r=0}^{n}(-1)^{r}a_{r}{\pmod {13}}}
若a＝75312289，则a=75×1000²＋312×1000＋289，289－312＋75＝52，a能被13整除，不能被7和11整除。

## 合数判别
若某整數能整除某合數則某整數必同時整除所有某合數的質因數。
- ±6：同時符合±2（末位是0、2、4、6、8）和±3（相加可除盡）的條件（6＝2×3），如66、7986252、99999996
- ±12：同時符合±4和±3（相加可除盡）的條件（12＝{\displaystyle 2^{2}}×3），如60

## 连续割头法
{\displaystyle \sum _{r=0}^{n}10^{r}a_{r}\equiv a_{0}+10\sum _{r=1}^{n}10^{r-1}a_{r}{\pmod {k}}}
- ±7：将个位前的数字乘以3再与个位数相加，得出7的倍数即7的倍数。如154→49→21→7
- ±13：将个位前的数字乘以3再与个位数相减，得出13的倍数即13的倍数。如156→39→0

{\displaystyle \sum _{r=0}^{n}10^{r}a_{r}\equiv a_{0}+10a_{1}+100\sum _{r=2}^{n}10^{r-2}a_{r}{\pmod {k}}}
- ±23：将十位前的数字乘以15再与末兩位数相减，得出23的倍数即23的倍数。如207→23
- ±31：将十位前的数字乘以7再与末兩位数相加，得出31的倍数即31的倍数。如155→62
- ±37：将十位前的数字乘以11再与末兩位数相减，得出37的倍数即37的倍数。如333→0

## 连续割尾法
若{\displaystyle \sum _{r=0}^{n}10^{r}a_{r}\equiv 0{\pmod {k}}}，且{\displaystyle 10x\equiv 1{\pmod {k}}}
則{\displaystyle a_{0}+10\sum _{r=1}^{n}10^{r-1}a_{r}\equiv xa_{0}+\sum _{r=1}^{n}10^{r-1}a_{r}\equiv 0{\pmod {k}}}
- ±7：将个位数乘以2再与个位前的数字相減，得出7的倍数即7的倍数。如154→7
- ±19：将个位数乘以2再与个位前的数字相加，得出19的倍数即19的倍数。如152→19

## 2到31的整除规则总表
| 整除数 | 整除规则                                                                 | 示例 |
| ------ | ------------------------------------------------------------------------ | --- |
| 2      | 末位是偶数（0、2、4、6、8）。                                            | 1294：末位4是偶数，能被2整除。 |
| 3      | 计算各位之和，其结果能被3整除。                                          | 405：4＋0＋5＝9，636：6＋3＋6＝15，两者都能被3整除。 16兆4992億0585萬4376：1＋6＋4＋9＋9＋2＋0＋5＋8＋5＋4＋3＋7＋6＝69→6＋9＝15→1＋5＝6，能被3整除。 |
| 3      | 分别统计1、4、7出现总数与2、5、8出现总数，两者之差能被3整除。            | 16兆4992億0585萬4376：数字1、4、7出现总数是4，数字2、5、8出现总数是4，4－4＝0，能被3整除。                                                            |
| 4      | 末两位能被4整除。                                                        | 40832：末两位32，能被4整除。 |
| 4      | 十位数为偶数时，个位数为0、4、8。 十位数为奇数时，个位数为2、6。         | 40832：十位数3是奇数，个位数为2，能被4整除。 |
| 4      | 十位数乘2加个位数，其结果能被4整除。                                     | 40832：2×3＋2＝8，能被4整除。 |
| 5      | 末位是0、5。                                                             | 495：末位是5，能被5整除。 |
| 6      | 能同时被2、3整除。                                                       | 1458：1＋4＋5＋8＝18，能被3整除；末位数2是偶数，能被2整除，继而能被6整除。                                                                            |
| 7      | 每三位分组，从右往左每组交替加减，其结果能被7整除。                      | 136萬9851：851－369＋1＝483，能被7整除。 |
| 7      | 从右往左每六位为一组，每组相加的结果能被7整除。                          | 1649萬8888：16＋498888＝498904，能被7整除。 |
| 7      | 个位数乘2，并从其余位中减去，其结果能被7整除。                           | 483：48－3×2＝42，能被7整除。 |
| 7      | 个位数乘5，加到其余位中，其结果能被7整除。                               | 483：48＋3×5＝63，能被7整除。 |
| 7      | 最高位乘3，与次高位相加，替换掉头两位，其能被7整除。                     | 483：4×3＋8＝20，将20替换掉48； 203：2×3＋0＝6，将6替换掉20；63：6×3＋3＝21，能被7整除。                                                              |
| 7      | 末两位加其余位乘以2，其结果能被7整除。                                   | 48萬3595：4835×2＋95＝9765，97×2＋65＝259，2×2＋59＝63，能被7整除。                                                                                   |
| 7      | 从末位起由右至左依次乘1、3、2、−1、−3、−2（循环），相加的结果能被7整除。 | 48萬3595：4×（−2）＋8×（−3）＋3×（−1）＋5×2＋9×3＋5×1＝7，能被7整除。                                                                                 |
| 8      | 百位数是偶数时，末两位是个能被8整除的数字。                              | 624：百位数6是偶数，末两位24，能被8整除。 |
| 8      | 百位数是奇数时，末两位加4是个能被8整除的数字。                           | 352：百位数3是奇数，末两位52＋4＝56，能被8整除。 |
| 8      | 末位加其余位乘2，其结果能被8整除。                                       | 56：5×2＋6＝16，能被8整除。 |
| 8      | 末三位能被8整除。                                                        | 34152：末三位152能被8整除。 |
| 8      | 百位乘4加十位乘2加个位，其结果能被8整除。                                | 34152：1×4＋5×2＋2＝16，能被8整除。 |
| 9      | 计算各位之和，其结果能被9整除。                                          | 2880：2＋8＋8＋0＝18：1＋8＝9，能被9整除。 |
| 10     | 末位是0。                                                                | 130：末位是0，能被10整除。 |
| 11     | 从高位到低位交错加减，其结果能被11整除。                                 | 91萬8082：9－1＋8－0＋8－2＝22，能被11整除。 |
| 11     | 从右往左每两位为一组，每组相加的结果能被11整除。                         | 627：6＋27＝33，能被11整除。 50215：5＋02＋15＝22，能被11整除。                                                                                       |
| 11     | 末位被其余位减去，其结果能被11整除。                                     | 627：62－7＝55，能被11整除。 |
| 11     | 将个位数加到百位中，其结果能被11整除。                                   | 627：62＋70＝132：13＋20＝33，能被11整除。 |
| 11     | 该数为偶数位数时，首位减末位，加到其余位，其结果能被11整除。             | 91萬8082（六位数）：1808＋（9－2）＝1815，81＋1－5＝77，能被11整除。                                                                                  |
| 11     | 该数为奇数位数时，首位加末位，从其余位中减去，其结果能被11整除。         | 14179（五位数）：417－（1＋9）＝407，0－（4＋7）＝−11，能被11整除。                                                                                   |
| 12     | 能同时被3、4整除。                                                       | 288：能同时被3、4整除，继而能被12整除。 |
| 12     | 将末位从其余位乘2中减去，其结果能被12整除。                              | 288：28×2－8＝48，能被12整除。 |
| 13     | 每三位分组，从右往左每组交替加减，其结果能被13整除。                     | 291萬1272：2－911＋272＝−637，能被13整除。 |
| 13     | 从右往左每六位为一组，每组相加的结果能被13整除。                         | 1億6148萬0059：161＋480059＝480220，能被13整除。 |
| 13     | 末位乘4，加到其余位中，其结果能被13整除。                                | 637：63＋7×4＝91，9＋1×4＝13，能被13整除。 |
| 13     | 将末两位从其余位乘4中减去，其结果能被13整除。                            | 923：9×4－23＝13，能被13整除。 |
| 13     | 末位乘9，从其余位中减去，其结果能被13整除。                              | 637：63－7×9＝0，能被13整除。 |
| 14     | 能同时被2、7整除。                                                       | 224：能同时被2、7整除，继而能被14整除。 |
| 14     | 末两位与其余位乘2相加，其结果能被14整除。                                | 364：3×2＋64＝70 1764：17×2＋64＝98，两者都能被14整除。                                                                                               |
| 15     | 能同时被3、5整除。                                                       | 390：能同时被3、5整除，继而能被15整除。 |
| 16     | 千位数是偶数时，末三位能被16整除。                                       | 25萬4176：千位数4是偶数，末三位176，能被16整除。 |
| 16     | 千位数是奇数时，末三位加8能被16整除。                                    | 3408：千位数3是奇数，末三位408＋8＝416，能被16整除。                                                                                                  |
| 16     | 末两位与其余位乘4相加，其结果能被16整除。                                | 176：1×4＋76＝80， 1168：11×4＋68＝112，两者都能被16整除。                                                                                            |
| 16     | 末四位能被16整除。                                                       | 15萬7648：末四位7648能被16整除。 |
| 17     | 末位乘5，从其余位中减去，其结果能被17整除。                              | 221：22－1×5＝17，能被17整除。 |
| 17     | 将末两位从其余位乘2中减去，其结果能被17整除。                            | 4675：46×2－75＝17，能被17整除。 |
| 17     | 从右往左每八位为一组，从右往左每组交替加减，其结果能被17整除。           | 1億1725萬0581：17250581－1＝17250580，能被17整除。 |
| 18     | 能同时被2、9整除。                                                       | 342：能同时被2、9整除，继而能被18整除。 |
| 19     | 末位乘2，加到其余位中，其结果能被19整除。                                | 437：43＋7×2＝57，能被19整除。 |
| 19     | 末两位乘4，加到其余位中，其结果能被19整除。                              | 6935：69＋35×4＝209，能被19整除。 |
| 19     | 从右往左每九位为一组，从右往左每组交替加减，其结果能被19整除。           | 11億7225萬0581：172250581－1＝172250580，能被19整除。                                                                                                 |
| 20     | 末位是0，次末位是偶数。                                                  | 360：末位是0，次末位6是偶数，能被20整除。 |
| 20     | 末两位能被20整除。                                                       | 480：末两位80，能被20整除。 |
| 21     | 末位乘2，从其余位中减去，其结果能被21整除。                              | 168：16－8×2＝0，能被21整除。 |
| 21     | 能同时被3、7整除。                                                       | 231：能同时被3、7整除，继而能被21整除。 |
| 22     | 能同时被2、11整除。                                                      | 352：能同时被2、11整除，继而能被22整除。 |
| 23     | 末位乘7，加到其余位中，其结果能被23整除。                                | 3128：312＋8×7＝368，36＋8×7＝92，能被23整除。 |
| 23     | 末两位乘3，加到其余位中，其结果能被23整除。                              | 1725：17＋25×3＝92，能被23整除。 |
| 23     | 末三位乘2，与其余位相减，其结果能被23整除。                              | 13萬7931：931×2＝1862，1862－137＝1725，能被23整除。                                                                                                  |
| 24     | 能同时被3、8整除。                                                       | 864：能同时被3、8整除，继而能被24整除。 |
| 25     | 末两位是能被25整除的数（00、25、50、75）                                 | 13萬4250：末两位50，能被25整除。 |
| 26     | 能同时被2、13整除。                                                      | 156：能同时被2、13整除，继而能被26整除。 |
| 27     | 每三位分组，各组相加，其结果能被27整除。                                 | 264萬4272：2＋644＋272＝918，能被27整除。 |
| 27     | 末位乘8，从其余位中减去，其结果能被27整除。                              | 621：62－1×8＝54，能被27整除。 |
| 27     | 将末两位从其余位乘8中减去，其结果能被27整除。                            | 6507：65×8－7＝520－7＝513，能被27整除。 |
| 28     | 能同时被4、7整除。                                                       | 140：能同时被4、7整除，继而能被28整除。 |
| 29     | 末位乘3，加到其余位中，其结果能被29整除。                                | 493：49＋3×3＝58，能被29整除。 |
| 29     | 末两位乘9，加到其余位中，其结果能被29整除。                              | 5510：55＋10×9＝145，能被29整除。 |
| 29     | 末三位乘2，与其余位相减，其结果能被29整除。                              | 17萬3913：913×2＝1826，1826－173＝1653，能被29整除。                                                                                                  |
| 30     | 末位是0，次各位之和能被3整除。                                           | 270：能同时被3、10整除，继而能被30整除。 |
| 31     | 末位乘3，从其余位中减去，其结果能被31整除。                              | 341：34－1×3＝31，能被31整除。 |